# Selección de baloncesto de Francia
La selección de baloncesto de Francia (en francés: Équipe de France de basketball) es el equipo formado por jugadores de nacionalidad francesa que representa a la Federación Francesa de Basketball en las competiciones internacionales organizadas por la Federación Internacional de Baloncesto (FIBA) o el Comité Olímpico Internacional (COI): los Juegos Olímpicos, la Copa Mundial de Baloncesto y EuroBasket.
Francia ha sido un habitual en el EuroBasket, clasificándose en 39 apariciones de todos los tiempos. Su mejor resultado llegó en 2013, ganando la medalla de oro. También se han quedado con tres medallas de plata (1949, 2011, 2022) y seis medallas de bronce (1937, 1951, 1953, 1959, 2005, 2015). Francia también ganó dos medallas de bronce en la Copa Mundial FIBA en 2014 y 2019. Durante los Juegos Olímpicos, Francia ganó tres medallas de plata (1948, 2000, 2020).
Algunos jugadores destacados recientemente en la selección de Francia han sido Tony Parker, Nicolas Batum, Boris Diaw y Florent Piétrus.
La victoria más resonante de su historia la consiguió en el Mundial de China 2019, donde derrotó en ronda de cuartos de final a la poderosa y siempre favorita selección de Estados Unidos con sus jugadores figuras de la NBA, pese a no contar con los entonces estelares Stephen Curry y LeBron James. Sin embargo, no fue suficiente para llegar a la final del torneo al ser eliminado en semifinales por parte de Argentina.

## Historia

### Auge y decadencia (1919-1979)
A lo largo de su historia, la selección francesa de baloncesto ha experimentado muchos altibajos. Los períodos en los que la selección nacional obtuvo medallas han sido bastante irregulares.
En Europa, el equipo de Francia comenzó como un competidor feroz. El equipo ganó cinco medallas en el EuroBasket entre 1937 y 1959.
- 1937: Medalla de bronce, 3-2 en general, segundo en el grupo preliminar, perdió semifinal, ganó el partido por la medalla de bronce.
- 1949: Medalla de plata, 5-1 en general, torneo de todos contra todos, sin playoffs.
- 1951: Medalla de bronce; 6-3 en general, segundo en el grupo preliminar con 3-1, ganó el grupo de semifinales en un desempate a tres bandas con récord de 2-1, perdió la semifinal, ganó el partido por la medalla de bronce.
- 1953: Medalla de bronce, 6-4 en general, segundo en el grupo preliminar con 2-1, segunda posición en el desempate a cuatro bandas para el segundo lugar en la ronda final con récord de 4-3.
- 1959: Medalla de bronce, 6-3 en general, segundo en el grupo preliminar con 3-1, primero en la ronda semifinal con 3-0, tercero en la ronda final con récord de 1-2.

Su período de gloria en el escenario mundial comenzó a finales de los años 40 y principios de los 50. En los Juegos Olímpicos de Londres 1948, la selección de Francia dirigida por Robert Busnel obtuvo una medalla de plata olímpica, la primera medalla olímpica de su historia. Francia quedó en segundo lugar sólo detrás de Estados Unidos.
Tras esta medalla olímpica, Francia, dirigida por el capitán André Vacheresse, ganó tres medallas consecutivas. Incluida la plata en el EuroBasket de 1949, y el bronce de 1951 y 1953 respectivamente.
Los años siguientes fueron menos gloriosos. El equipo de baloncesto de Francia aparentemente decayó gradualmente, hasta no lograr medallas en las principales competiciones internacionales durante las décadas de 1960 y 1970.

### Generación de esperanza (1980-1989)
Después de los decepcionantes años 60 y 70, los años 80 estuvieron marcados por una generación de esperanza, que contaba en sus filas con iconos del baloncesto francés como Richard Dacoury, Stéphane Ostrowski y Hervé Dubuisson. Durante esta década, Francia volvió a los Juegos Olímpicos en 1984, y a la Copa del Mundo en 1986.

### Éxito y lucha (1990-2000)
Durante la década de 1990, Francia tuvo sus momentos para brillar, a pesar de algunas luchas internas y muchas lesiones de jugadores clave. En el campeonato europeo el equipo no ganó ninguna medalla a pesar de algunas buenas actuaciones. Los años 1999 y 2000, sin embargo, marcaron un cambio radical para el baloncesto francés. El equipo formado alrededor de Antoine Rigaudeau, Tariq Abdul-Wahad, Laurent Sciarra, Jim Bilba y Laurent Foirest terminó entre los cuatro primeros en el EuroBasket de 1999, que organizó Francia. Su primera derrota fue en las semifinales, seguida de su segunda derrota en el partido por la medalla de bronce ante la República Federativa de Yugoslavia 74–62, a pesar de algunos problemas internos que trastocaron al grupo de jugadores. En 2000, el equipo de Francia se clasificó para los Juegos Olímpicos de 2000 en Sydney, lleno de ambición, que desarrolló los medios para lograr grandes logros. Al final de su paso por Australia, la selección del entrenador Jean-Pierre de Vincenzi ayudó a llevar al equipo a la medalla de plata, la primera actuación de Francia entre los tres primeros en un evento importante de baloncesto en 46 años y su primera medalla olímpica en 52 años.

### Tony Parker se une al equipo (2001)
Después de los Juegos Olímpicos de 2000, el fenómeno francés Tony Parker fue seleccionado por los San Antonio Spurs en el draft de la NBA de 2001. Sin embargo, en el EuroBasket de 2001, sin Antoine Rigaudeau, que sorprendentemente decidió retirarse de la selección nacional, Parker, de 19 años, no fue suficiente por sí solo, ya que Francia no pudo repetir la destacada actuación alcanzada en los Juegos Olímpicos de 2000. Francia perdió en cuartos de final ante Alemania 77–81 y terminó en sexto lugar en la general. Durante este tiempo, la mayoría de los jugadores de Francia despejaron sus lugares para una nueva generación de jugadores, que estaban disponibles en abundancia ya que el equipo nacional de Francia Junior había ganado el campeonato juvenil de 2000.

### Revés a pesar de la abundancia de talento (2003)
En el EuroBasket 2003, Francia compitió con un equipo inmensamente talentoso, que incluía a los jugadores de la NBA Tony Parker, Jérôme Moïso y Tariq Abdul-Wahad. Además del futuro profesional Boris Diaw y los destacados europeos Laurent Foirest, Cyril Julian y Florent Piétrus. Pero a pesar de competir con una de las plantillas más prometedoras de la historia, Francia perdió en las semifinales contra Lituania y luego perdió una reñida batalla en el partido por la medalla de bronce ante Italia 67–69.

### Reestructuración y mejora del desempeño (2005)
Con la esperanza de no repetir la decepcionante actuación de 2003, el equipo francés volvió a experimentar cambios considerables de cara al EuroBasket 2005. La reconstrucción de la plantilla de la selección nacional se basó en la química del equipo en lugar de en los grandes nombres; entre otros, Jérôme Moïso y Tariq Abdul-Wahad desaparecieron de la plantilla y el equipo recién formado se construyó en torno a los tres jugadores de la NBA Tony Parker, Boris Diaw y Mickaël Piétrus, así como al veterano de la selección nacional Antoine Rigaudeau. Sorprendentemente, el nuevo entrenador Claude Bergeaud también seleccionó a Frédéric Weis, un jugador de bajo rendimiento seleccionado en el draft de la NBA de 1999, que no participó en la preparación del equipo. Después de una ronda preliminar aleccionadora, Francia mostró actuaciones impresionantes en la fase eliminatoria. Primero, Francia eliminó a Serbia y Montenegro en su propia cancha, luego el equipo derrotó a Lituania, campeona de Europa de 2003. De cara a su partido de semifinales contra Grecia, donde ambos equipos lucharon entre sí con una dura defensa, Francia se derrumbó en el último minuto después de liderar por siete puntos con 45 segundos restantes en el tiempo reglamentario. La devastadora derrota relegó una vez más al equipo nacional al partido por la medalla de bronce. Sin embargo, a diferencia de 2003, Francia se recuperó y ganó la medalla de bronce al derrotar a España por 98–68.

### Continuas aspiraciones de título (2006-2010)
En la Copa Mundial FIBA 2006, Francia compitió sin Tony Parker, quien sufrió una torcedura en un dedo dos días antes de la competencia. Debido a esto, los San Antonio Spurs, que acababan de fichar a Parker por 51 millones de euros, no le permitieron participar. Después de una ronda preliminar marcada por tres victorias y dos derrotas, incluida una sorprendente derrota a manos del Líbano, Francia venció a Angola en el partido de octavos de final por 68-62 antes de perder en cuartos de final contra Grecia por 56-73. Además, dos victorias en partidos de clasificación concedieron finalmente a los franceses la quinta plaza.
En el EuroBasket de 2007, Francia volvió a quedarse atrás de sus aspiraciones. Después de una sólida ronda preliminar, el equipo fue eliminado en cuartos de final por el eventual campeón Rusia 75–71, luego fue derrotado en los partidos de clasificación por Croacia 86–69 y Eslovenia 88–74, terminando en octavo lugar, perdiéndose la clasificación a los Juegos Olímpicos por segunda vez consecutiva. En los meses siguientes, el equipo tuvo que pasar por el calvario de las clasificaciones para participar en el próximo EuroBasket que se iba a celebrar en 2009. En 2008, el ex seleccionador nacional Michel Gómez volvió a dirigir el equipo, cargo que ocupó entre 1993 y 1995. Pero Gómez no logró ayudar a Francia a clasificarse directamente para la Eurocopa, y tuvo que entrar en un torneo de repesca. En agosto de 2009 fue sustituido por Vincent Collet, entrenador del ASVEL Lyon-Villeurbanne.
Bajo la dirección de Collet, Les Bleus consiguieron el último billete para el EuroBasket 2009 al derrotar a Bélgica por 92–54 en el último partido de la repesca. En el Campeonato de Europa, Francia ganó sus primeros seis partidos de las dos primeras rondas, pero fracasó en los cuartos de final contra España, eventual campeona del torneo. Los franceses finalmente terminaron en quinto lugar, una actuación que le otorgaría al equipo la clasificación directa para las dos próximas competiciones importantes, la Copa Mundial FIBA 2010 y el EuroBasket 2011.

### Ascenso a la élite mundial (2011-presente)
Después de una actuación decepcionante de Francia durante la Copa Mundial FIBA 2010, donde fueron eliminados en octavos de final, el equipo miró hacia el EuroBasket 2011 con grandes expectativas después de una carrera impresionante en 2009. Francia fue colocada en el Grupo B, con Letonia como su primer oponente. Francia tuvo un comienzo lento al comienzo del juego, ya que perdía después del primer cuarto 18-25. Aunque el equipo daría un paso adelante en el segundo cuarto, para quedar solo 40-41 en el entretiempo. En la segunda mitad, Francia demostró por qué era una de las favoritas de cara al torneo. Terminaron el juego con fuerza y consiguieron la victoria 89–78, detrás del máximo del juego de Tony Parker (31 puntos y 7 asistencias). En su segundo partido contra Israel, Francia nunca enfrentó ninguna presión, ya que lograron una victoria por 68–85. Con un récord de (2-0), el siguiente paso para Francia fue una cita con Dirk Nowitzki y Alemania. Al igual que en su primer partido, Francia tuvo otro comienzo lento en el que el equipo iba perdiendo después del primer tiempo. Pero se recuperaron en el segundo cuarto para tomar una ventaja de 29-28 en el medio tiempo. Francia explotó en el tercer cuarto, lo que le dio al equipo nacional un colchón de 18 puntos de cara al último cuarto. Este déficit resultaría demasiado difícil de superar para Alemania, ya que Francia lideró con los 32 puntos de Tony Parker con un 55% de tiros y seis asistencias pasaron a (3-0).
Aún invicta, a Francia le esperaba otra dura prueba, con Italia en su camino. Durante tres cuartos, Francia luchó contra la bloqueada defensa de los italianos, donde estaban abajo 67-60 al llegar al último cuarto. Con Tony Parker teniendo una mala noche de tiro, otros líderes del equipo como Boris Diaw (21 puntos) y Nicolas Batum (20 puntos) dieron al equipo el impulso que necesitaba en la recta final para prevalecer 84–91. La victoria también ayudó a Francia a conseguir un lugar en la segunda fase de grupos. Francia, que ya había asegurado un lugar para avanzar, se enfrentó a la invicta Serbia en su último partido del Grupo B. En un partido altamente competitivo entre estos dos equipos invictos, donde se necesitó tiempo extra para determinar el ganador; Francia, con una puntuación equilibrada de seis jugadores en cifras dobles, le dio a Serbia su primera derrota 96–97.
En la segunda fase de grupos, Francia ganó sus dos primeros partidos contra Turquía y Lituania, antes de caer ante España. El resultado fue suficiente para asegurar el pase a cuartos de final. Allí, Francia luchó contra Grecia con la posibilidad de llegar a semifinales en juego. El equipo finalmente escapó con una victoria por 64–56. Francia, que necesitaba una victoria más para estar en posición de jugar por el título, primero tuvo que superar a Andrei Kirilenko y Rusia. Los dos equipos jugaron un partido muy igualado en todo momento, pero Francia hizo lo suficiente para colocarse en una posición privilegiada para seguir adelante.
Francia llegó por primera vez desde 1949 a la final del EuroBasket, donde se enfrentó a España. Lamentablemente el equipo se quedó corto, ya que España repitió como campeona de Europa. Sin embargo, gracias a las extraordinarias actuaciones del icónico Tony Parker, Francia demostró que sería una amenaza en la escena internacional en el futuro. 
Los Juegos Olímpicos de Londres 2012 transcurrieron sin mucho ruido por parte de los franceses, ya que el equipo cayó en los cuartos de final. De cara al EuroBasket 2013, Francia estaba ansiosa por cambiar el guion y mostrar la ejecución necesaria para lograr un torneo profundo. Sin embargo, en su primer partido de la fase final de la Eurocopa en el Grupo A, Francia fue derrotada por Alemania por 74–80. La derrota rápidamente reorientó al equipo para sus dos siguientes partidos, contra Gran Bretaña e Israel, ya que derrotaron a ambos oponentes con bastante facilidad. Francia también ganó sus dos siguientes partidos de la fase preliminar contra Ucrania y Bélgica, para terminar en la cima del Grupo A y avanzar. 
Durante la segunda fase de grupos Francia sufrió su segunda derrota del torneo, cayendo ante Lituania. Aunque el equipo se dio la vuelta en su siguiente partido para vencer a Letonia 102–91, detrás de los grandes juegos del pívot Alexis Ajinça (25 puntos y 3 tapones) y de Tony Parker (23 puntos). Con un lugar asegurado en los cuartos de final, Francia logró perder su tercer partido, esta vez una derrota por 77-65 ante Serbia. 
En el partido de cuartos de final, Francia se enfrentó a Eslovenia, anfitriona del EuroBasket 2013. Sin embargo, el equipo disipó cualquier idea de que hubiera remanentes de su juego anterior, ya que prevalecieron 62–72. La victoria también preparó una revancha de la final del EuroBasket 2011 entre España. De cara a las semifinales, Francia estaba decidida a enmendar sus eliminaciones de 2009 y 2011. Pero fueron los españoles quienes comenzaron este duelo con más urgencia, ya que superaron a los franceses en la primera mitad para liderar 34-20. Al comenzar el tercer cuarto, Francia comenzó lentamente a recortar la ventaja de España con su tenacidad defensiva para estar 49-43 en el último cuarto. Al entrar en el último cuarto, Francia continuó con su presión defensiva, que empezó a desgastar a los españoles. Francia finalmente luchó hasta el final, para igualar a su némesis 65-65 y enviar el juego a tiempo extra. En la prórroga, liderados una vez más por Tony Parker y los suyos (32 puntos), junto con la actuación clave de Antoine Diot, Francia se encaminaba de nuevo al partido por el título.
Tras su emotiva victoria contra España, Francia llegó a la final contra Lituania dispuesta a aprovechar el momento y hacer historia. Francia, después de años de quedarse corta en estas situaciones, finalmente se proclamó campeona de Europa. Además, el juego estelar de Tony Parker durante todo el torneo le valió los honores de MVP.
Gracias a su gran logro en el EuroBasket 2013, Francia se clasificó para la Copa Mundial FIBA 2014. Aunque sin los servicios de Tony Parker, otros jugadores se acercaron para intentar llenar el vacío. Francia quedó incluida en el Grupo A en la fase final, que muchos consideraban el ''Grupo de la Muerte''. Su primer oponente fue Brasil, lo que resultó en un partido muy reñido en el que los franceses perderían 63–65. El siguiente paso para Francia fue una cita con Serbia. Francia, que buscaba conseguir su primera victoria durante la final, luchó de un lado a otro con los serbios hasta que escaparon con una estrecha victoria por 73-74. Ahora, con un récord de (1-1), Francia venció fácilmente a Egipto en su tercer partido de la fase de grupos antes de enfrentarse a la anfitriona del torneo, España. Allí, el equipo fue completamente superado por los españoles, que propinaron a Francia una dura derrota por 88–64. Aunque los franceses se recuperarían para cerrar la fase preliminar con una victoria contra Irán por 81–76. 
Al entrar en octavos de final, a la espera de Francia estaba Croacia. Los franceses tuvieron un comienzo letárgico, ya que estaban detrás de los croatas por 7-15 después del primer cuarto. Francia finalmente cambiaría su suerte en el segundo, mejorando su defensa para limitar a Croacia a sólo siete puntos y llegar al entretiempo con una ventaja de un punto. Al entrar en el tercer cuarto, Francia siguió frustrando a Croacia en defensa, para ampliar su ventaja de cara al cuarto. Sin embargo, Croacia haría un sólido último período sin éxito, Francia aguantaría 69-64 para avanzar. En cuartos de final, Francia volvería a enfrentarse a un enemigo familiar: España. Aunque esta vez Francia mostró más determinación contra los españoles, ya que eliminaron cómodamente a uno de los favoritos de la Copa del Mundo por 65–52.
Francia llegó confiada a las semifinales antes de su revancha contra Serbia. Pero incluso después de una notable actuación de 35 puntos de Nicolas Batum, Francia perdió ante el eventual subcampeón del torneo por 85–90. Después de la devastadora derrota en semifinales, Francia se dio la vuelta y terminó fuerte para ganar un partido por la medalla de bronce altamente competitivo contra Lituania 93–95.
Francia fue nombrada uno de los cuatro coanfitriones del EuroBasket 2015. En la final de la Eurocopa, Francia contó con la ayuda del regreso del MVP del EuroBasket 2013, Tony Parker, a la selección nacional. Con su general de cancha nuevamente en el redil, los franceses fueron considerados como uno de los primeros favoritos para ganar el torneo y repetir. Al ser colocada en el Grupo A para comenzar la defensa del título, Francia recibió la tarea de Finlandia como su primer oponente. Frente a una afición local eufórica, Francia tuvo un comienzo rápido y tomó la delantera después del primer cuarto. Los franceses continuarían aprovechándose de este impulso mientras ampliaban su ventaja de cara al descanso con un marcador de 45-37. Aunque en el tercer y último cuarto Finlandia reaccionó con fuerza, hasta enviar el partido a la prórroga. Sin embargo, Francia no se quedó atrás en su tierra natal, ya que logró una emotiva victoria por 97-87. Después de la victoria, Francia triunfaría en los cuatro partidos restantes del grupo para asegurarse un lugar en los octavos de final.
Esperando a Francia en su siguiente partido estaba Turquía, un partido en el que lograrían la victoria por 76–53. Su rival en cuartos de final fue Letonia, que buscaba sorprender a los anfitriones y avanzar a semifinales. Al final, se les negó esa oportunidad por 84 a 70, mientras Francia, frente a más de 22.000 espectadores en el Stade Pierre-Mauroy, se acercaba a su destino deseado. Francia, que necesitaba una victoria más para estar en posición de jugar la final, se enfrentó nuevamente a su rival España. En un duelo clásico entre dos equipos probados en batalla, fueron los españoles liderados por los 40 puntos y 11 rebotes de Pau Gasol los que acabaron con las esperanzas de Francia de repetir. Sin embargo, con el tercer puesto aún en juego, Francia derrotó a Serbia 81–68 para quedarse con la medalla de bronce.
Después de terminar (4-0) durante el Torneo de Clasificación Olímpica de 2016, Francia se clasificó para los Juegos Olímpicos de Río 2016. Aunque sólo lograron llegar a cuartos de final antes de ceder una vez más ante España. Después del torneo, el gran francés Tony Parker anunció su retiro del equipo nacional, poniendo fin a una carrera ilustre con Les Bleurs.
En el EuroBasket 2017, Francia continuó con su juego decepcionante, ya que el equipo fue eliminado en octavos de final ante Alemania 84–81. La devastadora derrota para Francia fue su peor resultado en la Eurocopa desde 1963.
Durante el proceso de clasificación para la Copa Mundial FIBA 2019, Francia pasó por las Clasificatorias Europeas para asegurarse un lugar. La selección nacional terminaría con un récord (10-2) durante la clasificación para asegurarse su lugar en la final de la Copa del Mundo.
En la Copa Mundial FIBA 2019, Francia ingresó al torneo buscando continuar con el fuerte juego que mostró el equipo durante las eliminatorias. Francia fue incluida en el Grupo G para comenzar su carrera hacia la fase final de la Copa del Mundo. Su primera prueba fue contra un enemigo familiar en Alemania, un partido que llegó hasta el último momento. Pero detrás de los actos heroicos de la estrella del equipo nacional Evan Fournier (26 puntos y 10 rebotes), Francia logró una ajustada victoria por 78-74. En sus dos últimos partidos preliminares de la fase de grupos contra Jordania y República Dominicana, Francia avanzó a la segunda fase de grupos, al derrotar a sus oponentes en el camino hacia grandes victorias. 
En el siguiente encuentro de Francia, el equipo se enfrentó a Lituania. Francia, sin embargo, se impuso en un choque físico entre los dos pesos pesados europeos por 78-75, para asegurarse un puesto en los cuartos de final a falta de un partido de la segunda fase de grupos. Allí, Francia se enfrentó a Australia. Aunque incluso con otra buena actuación de Evan Fournier y el suyo (31 puntos y 6 rebotes), el equipo cayó 98-100. 
En cuartos de final, Francia tenía el deber de intentar eliminar al favorito del torneo, Estados Unidos. En última instancia, liderada por juegos majestuosos de Evan Fournier y el gran hombre Rudy Gobert, Francia eliminó a Estados Unidos 79–89. La victoria avanzó al equipo a las semifinales con una fecha contra Argentina. Con la confianza emocional detrás de ellos, Francia mostró una urgencia mediocre en su siguiente partido en una derrota por 80-66 ante los argentinos. La derrota de Francia fue su segunda eliminación consecutiva en semifinales de la Copa del Mundo. Francia pasaría a reclamar la medalla de bronce, derrotando a Australia en una revancha 67–59.
De cara a los Juegos Olímpicos de Tokio 2020, Francia se clasificó automáticamente para el evento, al ser uno de los dos primeros clasificados europeos en la Copa del Mundo anterior. En el partido inaugural del torneo para Francia, detrás del máximo del equipo de Evan Fournier (28 puntos), Francia volvió a derrotar a Estados Unidos 83–76. Después de la sólida victoria, Francia llegaría hasta las semifinales para enfrentarse al equipo sorpresa de la competición hasta ese momento, Luka Dončić y Eslovenia. Con un lugar en el juego por la medalla de oro en juego, el bloqueo de Nicolas Batum para salvar el juego al sonar la chicharra llevó a Francia al final 90–89. Aunque en una revancha con Estados Unidos, Francia tendría que conformarse con la plata, ya que el equipo perdería 82–87.
Durante la clasificación para el EuroBasket 2022, Francia logró pasar con un récord (4-2), para conseguir la clasificación para su aparición número 39 en la final de la Eurocopa. Después de perder en su primer partido del Grupo B ante Alemania, Francia pasó al (1-1), tras una fuerte victoria contra sus rivales Lituania 73-77. Francia ganaría dos de sus últimos tres partidos de la fase de grupos y avanzaría a la fase eliminatoria. En octavos de final, Francia sobrevivió a un susto en la prórroga, frente a un luchador turco por 86–87. Al ingresar a los cuartos de final, Francia una vez más necesitó tiempo extra para mantener vivas sus esperanzas de título, esta vez en una victoria contra Italia 93–85. Después de superar a Polonia en las semifinales, Francia regresó a la final del EuroBasket por primera vez desde 2013. Sin embargo, el equipo vio terminar su viaje en el torneo, cayendo ante España 88–76.

## Plantilla
- Lista de jugadores convocados que disputaron la Copa Mundial de Baloncesto de 2023.[47]

| Francia                    | Francia            | Francia | Francia | Francia | Francia                  |
| Num                        | Jugador            | Pos     | Altura  | Edad    | Equipo                   |
| -------------------------- | ------------------ | ------- | ------- | ------- | ------------------------ |
| 00                         | Sylvain Francisco  | B       | 1,86 m  | 25      | FC Bayern Múnich         |
| 0                          | Élie Okobo         | B       | 1,91 m  | 25      | AS Mónaco                |
| 5                          | Nicolas Batum      | A       | 2,03 m  | 34      | Los Angeles Clippers     |
| 7                          | Guerschon Yabusele | AP      | 2,04 m  | 27      | Real Madrid              |
| 10                         | Evan Fournier      | E       | 2,01 m  | 30      | New York Knicks          |
| 12                         | Nando de Colo      | E       | 1,96 m  | 36      | LDLC ASVEL               |
| 22                         | Terry Tarpey       | A       | 1,95 m  | 29      | AS Mónaco                |
| 24                         | Yakuba Outtara     | E       | 1,91 m  | 31      | AS Mónaco                |
| 26                         | Mathias Lessort    | P       | 2,06 m  | 27      | Panathinaikos BC         |
| 27                         | Rudy Gobert        | P       | 2,16 m  | 31      | Minnesota Timberwolves   |
| 30                         | Isaïa Cordinier    | E       | 1,96 m  | 26      | Segafredo Virtus Bologna |
| 93                         | Moustapha Fall     | P       | 2,18 m  | 31      | Olympiacos BC            |
| Entrenador: Vincent Collet |                    |         |         |         |                          |

## Partidos

### Próximos encuentros
| Fecha                    | Ciudad    | Competición                | Local                |                                 | Resultado |                                 | Visitante            |
| ------------------------ | --------- | -------------------------- | -------------------- | ------------------------------- | --------- | ------------------------------- | -------------------- |
| 24 de agosto de 2022     | París     | Clasificación Mundial 2023 | Francia              | Bandera de Francia              | 95:60     | Bandera de República Checa      | República Checa      |
| 27 de agosto de 2022     | Sarajevo  | Clasificación Mundial 2023 | Bosnia y Herzegovina | Bandera de Bosnia y Herzegovina | 96:90     | Bandera de Francia              | Francia              |
| 1 de septiembre de 2022  | Colonia   | EuroBasket 2022            | Francia              | Bandera de Francia              | 63:76     | Bandera de Alemania             | Alemania             |
| 3 de septiembre de 2022  | Colonia   | EuroBasket 2022            | Lituania             | Bandera de Lituania             | 73:77     | Bandera de Francia              | Francia              |
| 4 de septiembre de 2022  | Colonia   | EuroBasket 2022            | Francia              | Bandera de Francia              | 78:74     | Bandera de Hungría              | Hungría              |
| 6 de septiembre de 2022  | Colonia   | EuroBasket 2022            | Bosnia y Herzegovina | Bandera de Bosnia y Herzegovina | 68:81     | Bandera de Francia              | Francia              |
| 7 de septiembre de 2022  | Colonia   | EuroBasket 2022            | Francia              | Bandera de Francia              | 82:88     | Bandera de Eslovenia            | Eslovenia            |
| 10 de septiembre de 2022 | Berlín    | EuroBasket 2022            | Turquía              | Bandera de Turquía              | 86:87     | Bandera de Francia              | Francia              |
| 14 de septiembre de 2022 | Berlín    | EuroBasket 2022            | Francia              | Bandera de Francia              | 93:85     | Bandera de Italia               | Italia               |
| 16 de septiembre de 2022 | Berlín    | EuroBasket 2022            | Polonia              | Bandera de Polonia              | 54:95     | Bandera de Francia              | Francia              |
| 18 de septiembre de 2022 | Berlín    | EuroBasket 2022            | España               | Bandera de España               | 88:76     | Bandera de Francia              | Francia              |
| 11 de noviembre de 2022  | Panevėžys | Clasificación Mundial 2023 | Lituania             | Bandera de Lituania             | 65:90     | Bandera de Francia              | Francia              |
| 14 de noviembre de 2022  | Pau       | Clasificación Mundial 2023 | Francia              | Bandera de Francia              | 92:56     | Bandera de Bosnia y Herzegovina | Bosnia y Herzegovina |
| 23 de febrero de 2023    | Pardubice | Clasificación Mundial 2023 | República Checa      | Bandera de República Checa      | 59:72     | Bandera de Francia              | Francia              |
| 26 de febrero de 2023    | Trélazé   | Clasificación Mundial 2023 | Francia              | Bandera de Francia              | 70:63     | Bandera de Lituania             | Lituania             |
| 25 de agosto de 2023     | Yakarta   | Copa Mundial 2023          | Canadá               | Bandera de Canadá               | 95:65     | Bandera de Francia              | Francia              |
| 27 de agosto de 2023     | Yakarta   | Copa Mundial 2023          | Francia              | Bandera de Francia              | 86:88     | Bandera de Letonia              | Letonia              |
| 29 de agosto de 2023     | Yakarta   | Copa Mundial 2023          | Líbano               | Bandera de Líbano               | 79:85     | Bandera de Francia              | Francia              |
| 31 de agosto de 2023     | Yakarta   | Copa Mundial 2023          | Francia              | Bandera de Francia              | 82:55     | Bandera de Irán                 | Irán                 |
| 2 de septiembre de 2023  | Yakarta   | Copa Mundial 2023          | Costa de Marfil      | Bandera de Costa de Marfil      | 77:87     | Bandera de Francia              | Francia              |

## Entrenadores
| - Teddy Kriegk: 1935–1936 - Henri Kretzschmar: 1937–1938 - Paul Geist: 1939 / 1946 - Michael Rutzgis: 1947 - Robert Busnel: 1947–1957 - André Buffière: 1957–1964 - Joë Jaunay: 1965–1974 |  | - Jacques Fiévé: 1974 - Pierre Dao: 1975–1983 - Jean Luent: 1983–1985 - Jean Galle: 1985–1988 - Francis Jordane: 1988–1993 - Michel Gomez: 1993–1995 |  | - Jean-Pierre de Vincenzi: 1995–2000 - Alain Weisz: 2000–2003 - Claude Bergeaud: 2003–2007 - Michel Gomez: 2008–2009 - Vincent Collet: 2009–2024 |

## Plantillas anteriores
- EuroBasket 1935: finalizó 5° de 10 equipos.

- EuroBasket 1937: finalizó 3°  de 8 equipos.

Pierre Boel, Robert Cohu, Jacques Flouret, Henri Hell, Edmond Leclere, Henri Lesmayoux, Fernand Prudhomme, Etienne Roland, Eugene Ronner, Marcel Vérot. Entrenador: Henri Kretzschmar
- EuroBasket 1939: finalizó 4° de 8 equipos.

André Ambroise, Robert Cohu, Vladimir Fabrikant, Gaston Falleur, Emile Frezot, Gabriel Gonnett, Abel Gravier, Jean Jammes, Alexandre Katlama, Henri Lesmayoux, Maurice Mertz, Fernand Prudhomme, Etienne Roland, . Entrenador: Paul Geist
- EuroBasket 1946: finalizó 4° de 10 equipos.

André Buffière, Robert Busnel,Paul Chaumont, René Chocat, Jean Duperray, Roland Etienne, Emile Frezot, Maurice Girardot, André Goeuriot, Henri Lesmayoux, Jacques Perrier, Lucien Rebuffic, Justy Specker, André Tartary. Entrenador: Michael Rutzigs
- EuroBasket 1947: finalizó 5° de 14 equipos.

Marcel Beziers, Robert Busnel, René Chocat, Jean Duperray, Jacques Faucherre, Jacques Favory, Emile Frezot, Maurice Girardot, André Goeuriot, Aime Gravas, Fernand Guillou, Henri Lesmayoux, Jacques Perrier, Pierre Thiolon. Entrenador: Robert Busnel
- Juegos Olímpicos 1948: finalizó 2°  de 23 equipos.

André Barrais, Michel Bonnevie, André Buffière, René Chocat, René Dérency, Maurice Desaymonnet, André Even, Maurice Girardot, Fernand Guillou, Raymond Offner, Jacques Perrier, Yvan Quénin, Lucien Rebuffic, Pierre Thiolon. Entrenador: Robert Busnel
- EuroBasket 1949: finalizó 2°  de 7 equipos.

André Buffière, Robert Busnel, René Chocat, Jacques Dessemme, Maurice Desaymonnet, Louis Devoti, Jacques Favory, Fernand Guillou, Jean Perniceni, Jean-Pierre Salignon, Jean Swidzinski, André Vacheresse, Jacques Freimuller, Marc Quiblier. Entrenador: Robert Busnel
- Copa Mundial 1950: finalizó 6° de 10 equipos.

Jacques Chalifour, Maurice Desaymonnet, Jacques Dessemme, Fernand Guillou, Maurice Marcelot, Robert Marsolat, Robert Monclar, Jean Perniceni, Jacques Perrier, Jean-Pierre Salignon, Jean Swidzinski, André Vacheresse. Entrenador: Robert Busnel
- EuroBasket 1951: finalizó 3°  de 17 equipos.

André Buffière, René Chocat, Jacques Dessemme, Louis Devoti, Jacques Freimuller, Robert Guillin, Robert Monclar, Marc Peironne, Marc Quiblier, Jean-Pierre Salignon, Pierre Thiolon, André Vacheresse, Jean Perniceni, Justy Specker. Entrenador: Robert Busnel
- EuroBasket 1953: finalizó 3°  de 17 equipos.

André Buffière, René Chocat, Jacques Dessemme, Jacques Freimuller, Claude Gallay, Robert Guillin, Roger Haudegand, Robert Monclar, Jean Perniceni, Bernard Planque, Marc Quiblier, Henri Rey, Justy Specker, André Vacheresse. Entrenador: Robert Busnel
- Copa Mundial 1954: finalizó 4° de 10 equipos.

Roger Antoine, André Buffière, Jean-Paul Beugnot, Yves Gominon, Louis Bertorelle, Jacques Dessemme, Henri Grange, Jacques Freimuller, Roger Haudgegand, Henri Rey, Robert Monclar, Jean Perniceni, Paul Schlupp, Robert Zagury. Entrenador: Robert Busnel
- EuroBasket 1955: finalizó 9° de 18 equipos.

André Buffière, Jean-Paul Beugnot, Louis Bertorelle, Jacques Freimuller, Robert Monclar, Bernard Planque, Maurice Marcelot, Henri Grange, Gerard Pontais, Robert Giraud, Jean Perniceni, Jacques Owen, Jean Perniceni, Henri Rey, André Vacheresse. Entrenador: Robert Busnel
- EuroBasket 1957: finalizó 8° de 16 equipos.

Christian Baltzer, Roger Antoine, Louis Bertorelle, Claude Desseaux, Roger Guillaume, Maurice Buffière, Henri Grange, Jean-Claude Lefebvre, Bernard Mayeur, Robert Monclar, Gerard Sturia, Roger Veyron. Entrenador: Robert Busnel
- EuroBasket 1959: finalizó 3°  de 17 equipos.

Henri Grange, Robert Monclar, Maxime Dorigo, Philippe Baillet, Christian Baltzer, André Chavet, Jerome Christ, Jean-Claude Lefebvre, Bernard Mayeur, Michel Rat, Lucien Sedat, Henri Villecourt. Entrenador: André Buffière
- EuroBasket 1961: finalizó 4° de 19 equipos.

Jean-Paul Begnot, Christian Baltzer, Bernard Mayeur, Michel Rat, Michel Housse, Henri Grange, Michel Leray, Jean-Paul Goisbault, Jerome Christ, Lucien Sedat, Andre Souvre, Jean-Claude Vegne. Entrenador: André Buffière
- EuroBasket 1963: finalizó 13° de 16 equipos.

Jean-Paul Begnot, Christian Baltzer, Jean-Baptiste Ré, Alain Gilles, Michel Audureau, Jacques Caballé, Claude Marc Jean-Paul Goisbault, Michel Rat, Jean-Claude Bonato, Jean-Claude Lefebvre, Jean Degros. Entrenador: André Buffière
- Copa Mundial 1963: finalizó 4° de 10 equipos.

Christian Baltzer, Jean Degros, Max Dorigo, Alain Gilles, Henri Grange, Raphael Ruiz, Michel Leray, Bernard Mayeur, Michel Rat, Baptiste Re, Claude Lefebvre, Daniel Vinson. Entrenador: Robert Busnel
- EuroBasket 1965: finalizó 9° de 16 equipos.

Ferruccio Biasucci, Maurice Boullois, Laurent Dorigo, Jean-Claude Bonato, Alain Gilles, Jean Degros, Jean-Marie Jouaret, Daniel Ledent, Gerard Capron, Michel Leray, Hubert Papin, Alain Schol. Entrenador: Joë Jaunay
- EuroBasket 1967: finalizó 11° de 16 equipos.

Jean-Claude Bonato, Jean Degros, Alain Gilles, Michel Longueville, Alain Durand, Claude Peter, Alain Schol, Michel Leray, Francis Schneider, Jean-Pierre Staelens, Charles Tassin. Entrenador: Joë Jaunay
- EuroBasket 1971: finalizó 10° de 12 equipos.

Jean-Claude Bonato, Jacques Cachemire, Alain Durand, Michel Longueville, Daniel Ledent, Alain Gilles, Gerard Lespinasse, Claude Gasnal, Bernard Magnin, Jean-Pierre Staelens, Charles Tassin, Carlo Wilm. Entrenador: Joë Jaunay
- EuroBasket 1973: finalizó 10° de 12 equipos.

Jean-Claude Bonato, Jacques Cachemire, Pierre Galle,  Daniel Ledent, Patrick Demars, Claude Gasnal, Jacky Lamothe, Jean-Michel Senegal, Firmin Onissah, Yves-Marie Verove, Charles Tassin, Jean-Louis Vacher. Entrenador: Joë Jaunay
- EuroBasket 1977: finalizó 11° de 12 equipos.

Eric Beugnot, Didier Dobbels, Roger Duquesnoy, Alain Gilles, Jacky Lamothe, Alain Larrouquis, Mathieu Bisseni, Jacques Cachemire, Hervé Dubuisson, Alain Durand, Barry White (Basketball). Entrenador: Pierre Dao
- EuroBasket 1979: finalizó 8° de 12 equipos.

Eric Beugnot, Victor Boistol, Hervé Dubuisson, Apollo Daye, Jacques Monclar, Jacky Lamothe, Jacques Cachemire, Bill Cain, George Brosterhous, Matthieu Bisseni, Eric Beugnot, Jean-Michel Senegal, Saint-Ange Vebobe. Entrenador: Pierre Dao
- EuroBasket 1981: finalizó 8° de 12 equipos.

Eric Beugnot, Jacques Cachemire, Jean-Luc Deganis, Didier Dobbels, Patrick Cham, Richard Dacoury, Philippe Szanyiel, Hervé Dubuisson, Frédéric Hufnagel, Jacky Lamothe, Jacques Monclar, Jean-Michel Senegal. Entrenador: Pierre Dao
- EuroBasket 1983: finalizó 5° de 12 equipos.

Eric Beugnot, Jacques Cachemire, Georges Brosterhous, Richard Dacoury, Daniel Haquet, Apollo Faye, Hervé Dubuisson, Jacques Monclar, Alain Larrouquis, Philippe Szanyiel, Georges Vestris, Jean-Michel Senegal. Entrenador: Pierre Dao
- EuroBasket 1985: finalizó 6° de 12 equipos.

Frank Cazalon, Valery Demory, Christian Garnier, Jean-Louis Hersin, Hervé Dubuisson, Daniel Haquet, Patrick Cham, Stéphane Ostrowski, Christophe Gregoire, Frédéric Hufnagel, Jacques Monclar, Philippe Szanyiel. Entrenador: Jean Luent
- Mundial 1986: finalizó 13° de 24 equipos.

Eric Beugnot, Frédéric Hufnagel, Stéphane Ostrowski, Jean-Luc Deganis, Hervé Dubuisson, Patrick Cham, Richard Dacoury, Jean-Louis Hersin, Don Pierre Bressant, Valéry Demory, Frédéric Monetti, Georges Vestris. Entrenador: Jean Galle
- EuroBasket 1987: finalizó 9° de 12 equipos.

Eric Beugnot, Richard Dacoury, Don Pierre Bressant, Jean-Luc Deganis, Jean-Louis Hersin, Frédéric Hufnagel,  Valéry Demory, Hervé Dubuisson, Stéphane Ostrowski, Patrick Cham, Frédéric Monetti, Georges Vestris. Entrenador: Jean Galle
- EuroBasket 1989: finalizó 6° de 8 equipos.

Jim Ruddy Anciet Bilba, Stanley Jackson, Frank Butter, Frédéric Hufnagel, Hervé Dubuisson, Patrick Cham, Richard Dacoury, Stéphane Ostrowski, Grégor Beugnot, Eric Occansey, Stéphane Lauvergne, Georges Vestris . Entrenador: Francis Jordane
- EuroBasket 1991: finalizó 4° de 8 equipos.

Georges Adams, Jim Ruddy Anciet Bilba, Richard Dacoury, Jim Deines, Félix Courtinard, Stéphane Ostrowski, Frédéric Forte, Valéry Demory, Richard Dacoury, Antoine Rigaudeau, Hugues Thierry Occansey, Philippe Szanyiel. Entrenador: Francis Jordane
- EuroBasket 1993: finalizó 7° de 16 equipos.

Olivier Allinei, Yann Jean Claude Bonato, Félix Courtinard, Georges Adams, Jim Ruddy Anciet Bilba, Frédéric Forte, Thierry Gadou, Stéphane Ostrowski, Antoine Rigaudeau, Stéphane Risacher, Bruno Coqueran, Christophe Soule. Entrenador: Francis Jordane
- EuroBasket 1995: finalizó 8° de 14 equipos.

Frank Butter, Didier Gadou, Yann Jean Claude Bonato, Stéphane Ostrowski, Thierry Gadou, Bruno Hamm, Jim Ruddy Anciet Bilba, Frédéric Forte, Hugues Thierry Occansey, Antoine Rigaudeau, Moustapha Sonko. Entrenador: Michel Gomez
- EuroBasket 1997: finalizó 10° de 16 equipos.

Georges Adams, Yann Jean Claude Bonato, Fabien Dubos, Stéphane Risacher, Frédéric Fauthoux, Cyril Denis Maurice Julian, Thierry Gadou, Laurent Michel Sciarra, Jérôme Moïso, Laurent Pluvy, Rémi Rippert, Laurent Marcel Guy Foirest. Entrenador: Jean-Pierre de Vincenzi
- EuroBasket 1999: finalizó 4° de 16 equipos.

Tariq Abdul-Wahad, Jim Bilba, Alain Donald Digbeu, Laurent Foirest, Thierry Gadou, Cyril Julian, Antoine Rigaudeau, Laurent Sciarra, Stéphane Risacher, Moustapha Sonko, Ronnie Eugène Smith, Frédéric Weis. Entrenador: Jean-Pierre de Vincenzi
- Juegos Olímpicos 2000: finalizó 2°  de 12 equipos.

Jim Bilba, Yann Bonato, Makan Dioumassi, Laurent Foirest, Thierry Gadou, Cyril Julian, Crawford Palmer, Antoine Rigaudeau, Stéphane Risacher, Laurent Sciarra, Moustapha Sonko, Frédéric Weis. Entrenador: Jean-Pierre de Vincenzi
- EuroBasket 2001: finalizó 6° de 16 equipos.

Jim Bilba, Makan Dioumassi, Vassil Iliev Evtimov, Alain Donald Digbeu, Eric Micoud, Cyril Julian, Laurent Foirest, Crawford Palmer, Stéphane Risacher, Tony Parker, Laurent Sciarra, Frédéric Weis. Entrenador: Alain Weisz
- EuroBasket 2003: finalizó 4° de 16 equipos.

Tariq Abdul-Wahad, Alain Donald Digbeu, Boris Diaw, Laurent Foirest, Thierry Rupert, Cyril Julian, Jérôme Moïso, Makan Dioumassi, Tony Parker, Florent Pietrus, Moustapha Sonko, Ronny Turiaf. Entrenador: Alain Weisz
- EuroBasket 2005: finalizó 3°  de 16 equipos.

Frédéric Fauthoux, Mickaël Gelabale, Antoine Rigaudeau, Cyril Julian, Mickaël Piétrus, Tony Parker, Mamoutou Diarra, Florent Piétrus, Jérôme Schmitt, Boris Diaw, Frédéric Weis, Sacha Giffa. Entrenador: Claude Bergeaud
- Campeonato Mundial 2006: finalizó 5° de 24 equipos.

Joseph Gomis, Mickaël Gelabale, Aymeric Jeanneau, Laurent Foirest, Mickaël Piétrus, Mamoutou Diarra, Yannick Bokolo, Florent Piétrus, Johan Petro, Boris Diaw, Ronny Turiaf, Frédéric Weis. Entrenador: Claude Bergeaud
- EuroBasket 2007: finalizó 8° de 16 equipos.

Pape Badiane, Sacha Giffa, Tariq Kirksay, Florent Piétrus, Yakhouba Diawara, Joseph Gomis, Cédric Ferchaud, Tony Parker, Boris Diaw, Yohann Sangaré, Ronny Turiaf, Frédéric Weis. Entrenador: Claude Bergeaud
- EuroBasket 2009: finalizó 5° de 16 equipos.

Nicolas Batum, Yannick Bokolo, Antoine Diot, Boris Diaw, Nando de Colo, Aymeric Jeanneau, Alain Koffi, Tony Parker, Ian Mahinmi, Florent Piétrus, Ali Traoré, Ronny Turiaf. Entrenador: Michel Gomez
- Campeonato Mundial 2010: finalizó 13° de 24 equipos.

Andrew Albicy, Nicolas Batum, Fabien Causeur, Alain Koffi, Ian Mahinmi, Edwin Jackson, Yannick Bokolo, Florent Piétrus, Nando de Colo, Boris Diaw, Mickaël Gelabale, Ali Traoré. Entrenador: Vincent Collet
- EuroBasket 2011: finalizó 2°  de 24 equipos.

Joakim Noah, Nicolas Batum, Kevin Séraphin, Andrew Albicy, Charles Kahudi, Tony Parker, Ali Traoré, Florent Piétrus, Nando de Colo, Boris Diaw, Steed Tchicamboud, Mickaël Gelabale. Entrenador: Vincent Collet
- Juegos Olímpicos 2012: finalizó 6° de 12 equipos.

Kevin Séraphin, Nicolas Batum, Fabien Causeur, Yakhouba Diawara, Ali Traoré, Tony Parker, Yannick Bokolo, Florent Piétrus, Nando de Colo, Boris Diaw, Ronny Turiaf, Mickaël Gelabale. Entrenador: Vincent Collet
- EuroBasket 2013: finalizó 1°  de 24 equipos.

Joffrey Lauvergne, Nicolas Batum, Antoine Diot, Johan Petro, Charles Kahudi, Tony Parker, Thomas Heurtel, Florent Piétrus, Nando de Colo, Boris Diaw, Alexis Ajinça, Mickaël Gelabale. Entrenador: Vincent Collet
- Copa Mundial 2014: finalizó 3°  de 24 equipos.

Thomas Heurtel, Nicolas Batum, Antoine Diot, Joffrey Lauvergne, Charles Kahudi, Edwin Jackson, Evan Fournier, Florent Piétrus, Rudy Gobert, Boris Diaw, Kim Tillie, Mickaël Gelabale. Entrenador: Vincent Collet
- EuroBasket 2015: finalizó 3°  de 24 equipos.

Léo Westermann, Nicolas Batum, Joffrey Lauvergne, Charles Kahudi, Tony Parker, Evan Fournier, Florent Piétrus, Nando de Colo, Boris Diaw, Mickaël Gelabale, Rudy Gobert, Mouhammadou Jaiteh. Entrenador: Vincent Collet
- Juegos Olímpicos 2016: finalizó 6° de 12 equipos.

Thomas Heurtel, Nicolas Batum, Antoine Diot, Joffrey Lauvergne, Charles Kahudi, Tony Parker, Florent Piétrus, Nando de Colo, Boris Diaw, Mickaël Gelabale, Rudy Gobert, Kim Tillie. Entrenador: Vincent Collet
- EuroBasket 2017: finalizó 12° de 24 equipos.

Kévin Séraphin, Thomas Heurtel, Antoine Diot, Joffrey Lauvergne, Evan Fournier, Nando de Colo, Boris Diaw, Léo Westermann, Vincent Poirier, Louis Labeyrie, Axel Toupane, Edwin Jackson. Entrenador: Vincent Collet
- Copa Mundial 2019: finalizó 3°  de 32 equipos.

Frank Ntilikina, Amath M'Baye, Nicolas Batum, Evan Fournier, Nando de Colo, Vincent Poirier, Andrew Albicy, Louis Labeyrie, Mathias Lessort, Rudy Gobert, Axel Toupane, Paul Lacombe. Entrenador: Vincent Collet
- Juegos Olímpicos 2020: finalizó 2°  de 12 equipos.

Frank Ntilikina, Timothé Luwawu-Cabarrot, Thomas Heurtel, Nicolas Batum, Guerschon Yabusele, Evan Fournier, Nando de Colo, Vincent Poirier, Andrew Albicy, Rudy Gobert, Petr Cornelie, Moustapha Fall. Entrenador: Vincent Collet
- EuroBasket 2022: finalizó 2°  de 24 equipos.

Evan Fournier, Rudy Gobert, Thomas Heurtel, Timothé Luwawu-Cabarrot, Théo Maledon, Amath M'Baye, Élie Okobo, Vincent Poirier, Terry Tarpey, Guerschon Yabusele, Andrew Albicy, Moustapha Fall. Entrenador: Vincent Collet
- Copa Mundial 2023: finalizó 18° de 32 equipos.

Élie Okobo, Sylvain Francisco, Nicolas Batum, Guerschon Yabusele, Evan Fournier, Nando de Colo, Terry Tarpey, Yakuba Ouattara, Mathias Lessort, Rudy Gobert, Isaïa Cordinier, Moustapha Fall. Entrenador: Vincent Collet.
- Juegos Olímpicos 2024: finalizó 2°  de 12 equipos.

Frank Ntilikina, Nicolas Batum,Andrew Albicy, Guerschon Yabusele, Isaïa Cordinier, Evan Fournier, Nando de Colo, Mathias Lessort, Rudy Gobert, Victor Wembanyama, Matthew Strazel, Bilal Coulibaly. Seleccionador: Vincent Collet

## Historial

### Copa Mundial
Resultado General: 12.º puesto
| Copa Mundial de Baloncesto |
| --- |
| - 1950: 6° Lugar - 1954: 4° Lugar - 1959: No calificó - 1963: 5° Lugar - 1967: No calificó - 1970: No calificó - 1974: No calificó - 1978: No calificó - 1982: No calificó - 1986: 13° Lugar - 1990: No calificó - 1994: No calificó - 1998: No calificó - 2002: No calificó - 2006: 5° Lugar - 2010: 13° Lugar - 2014: - 2019: - 2023: 18° Lugar - 2027: TBD |

### Juegos Olímpicos
| Baloncesto en los Juegos Olímpicos |
| --- |
| - Berlín 1936: 19° Lugar - Londres 1948: - Helsinki 1952: 8° Lugar - Melbourne 1956: 4° Lugar - Roma 1960: 10° Lugar - Tokio 1964: No calificó - México 1968: No calificó - Múnich 1972: No calificó - Montreal 1976: No calificó - Moscú 1980: No calificó - Los Ángeles 1984: 11° Lugar - Seúl 1988: No calificó - Barcelona 1992: No calificó - Atlanta 1996: No calificó - Sídney 2000: - Atenas 2004: No calificó - Pekín 2008: No calificó - Londres 2012: 6° Lugar - Río 2016: 6° Lugar - Tokio 2020: - París 2024: |

### EuroBasket
| EuroBasket |
| --- |
| - 1935: 5° Lugar - 1937: - 1939: 4° Lugar - 1946: 4° Lugar - 1947: 5° Lugar - 1949: - 1951: - 1953: - 1955: 9° Lugar - 1957: 8° Lugar - 1959: - 1961: 4° Lugar - 1963: 13° Lugar - 1965: 9° Lugar - 1967: 11° Lugar - 1969: No participó - 1971: 10° Lugar - 1973: 10° Lugar - 1975: No participó - 1977: 11° Lugar - 1979: 8° Lugar - 1981: 8° Lugar - 1983: 5° Lugar - 1985: 6° Lugar - 1987: 9° Lugar - 1989: 6° Lugar - 1991: 4° Lugar - 1993: 7° Lugar - 1995: 8° Lugar - 1997: 10° Lugar - 1999: 4° Lugar - 2001: 6° Lugar - 2003: 4° Lugar - 2005: - 2007: 8° Lugar - 2009: 5° Lugar - 2011: - 2013: - 2015: - 2017: 12° Lugar - 2022: - 2025: TBD |

## Palmarés
- Copa Mundial de Baloncesto:
  -  Tercer lugar (2): 2014, 2019

- Juegos Olímpicos:
  -  Subcampeón (4): 1948, 2000, 2020, 2024

- EuroBasket:
  -   Campeón (1): 2013
  -  Subcampeón (3): 1949, 2011, 2022
  -  Tercer lugar (6): 1937, 1951, 1953, 1959, 2005, 2015